# Стоян Велев
Стоян Велев е български тенисист, роден в София на 18 февруари 1948 г. Баща му Иван Велев, национален състезател по тенис от края на 1940-те и 1950-те години, е и домакин на тенис-комплекса на стадион „Българска армия“. Стоян започва да играе тенис от 4–5-годишна възраст. Баща и треньор на Милен Велев и Александър Велев. Води уроци по тенис на кортовете на „Академик“ в София.
Състезател за Купа Дейвис. За отбора на България за Купа Дейвис има 5 победи и 6 загуби.
Многократен републикански шампион във всички тенис дисциплини при подрастващите – от деца до юноши старша възраст, Стоян Велев се изкачва пет пъти на най-високото стъпало и при мъжете. През периода 1970 – 1978 г. той е 4 пъти първенец на двойки с различни партньори и веднъж на смесени двойки. Дългогодишен национален състезател, Танчето Стоян България в най-престижните отборни първенства – младежката купа „Галеа“ (до 21 г.), Купа „Дейвис“ (1967 – 1970), Балканиади. Първият тенис мач, който е предаван пряко по българска телевизия през 1968 г., е именно с негово участие. За Купа „Дейвис“ срещу ФРГ в София Стоян Велев печели тогава първия сет (с 6:3) срещу Вилхелм Бунгерт – финалист на сингъл предишната година на „Уимбълдън“.
Има 4 сина. Първите двама от тях – Иван (Иво) и Милен, също са национални състезатели.
Стоян Велев играе също и хокей на лед като нападател в отбора на ЦСКА, включван е и в националния младежки отбор.
Починал на 24 август 2018 г.